# Pablo (cantor)
Pablo, nome artístico de Agenor Apolinário dos Santos Neto (Candeias, 14 de outubro de 1985), é um cantor e compositor brasileiro.

## Biografia
Pablo cresceu na cidade de Candeias no Estado da Bahia. Era vendedor de picolé em Candeias, teve muitas portas fechadas até chegar ao reconhecimento que é hoje, sendo um dos precursores do ritmo arrocha. Suas músicas são conhecidas como um "brega moderno", por seu ritmo calmo e batidas típicas de brega, ou mesmo arrocha, tendo muito sucesso principalmente no nordeste com um potente agudo vocal. Ele foi vocalista da banda Asas Livres e também da banda Grupo Arrocha. Depois do sucesso em Asas Livres, Pablo saiu da banda junto com seu parceiro de vocal Nelsinho para formar o Grupo Arrocha e gravaram 4 CDs e um DVD, em seguida Nelsinho se despede do Grupo Arrocha, Pablo continua no grupo e modifica o nome do grupo para Pablo & Grupo Arrocha dando destaque ao seu nome. Pablo & Grupo Arrocha gravaram 4 CDs. Atualmente segue em carreira solo desde 2010 e tem contrato com a Som Livre.

## Discografia parcial
Como artista solo
- Pablo A Voz Romântica - Vol.01 (2010) [CD]
- Pablo - 10 Anos de Carreira: Ao Vivo em Aracaju (2011) [DVD]
- Pablo A Voz Romântica - Vol.02 (2012) [CD]
- Pablo A Voz Romântica - Vol.03 (2013) [CD]
- Pablo - A Voz Romântica - Arrocha Brasil (2013) [CD e DVD]
- É Só Dizer que Sim (2014) [CD, Som Livre]
- Desculpa Aí (2015) [CD, Som Livre]
- Um Novo Passo  (2016) [CD, Som Livre]
- Pablo & Amigos no Boteco (2018) [ CD E DVD , Som Livre]

### Sucessos/hits
- "Tudo Azul" (Asas Livres)
- "Cristina" (Asas Livres)
- "Nosso Juramento" (Asas Livres)
- "Doce Tentação" (Asas Livres)
- "Perigo" (Asas Livres)
- "Voa Livre" (Grupo Arrocha)
- "Baby" (gravada originalmente por Rick & Renner)
- "A Casa ao Lado"
- "Pecado de Amor"
- "Vingança do Amor" (com Ivete Sangalo)
- "Sem Você Tô Mal (com Cláudia Leitte)
- "Beijo Bom"
- "Baby" (com Cheiro de Amor)
- "Você Vai Ficar em Mim" (gravada originalmente por Nechivile e depois por Cristiano Araújo)
- "Casa Vazia"
- "Que Dá Vontade Dá" (regravação de Guilherme & Santiago)
- "Quase me Chamou de Amor"
- "Paguei pra Ver"
- "Fui Fiel" (regravada por Gusttavo Lima)
- "Malhado e Gostoso"
- "Bilu, Bilu"
- "Ao Sabor do Vento"
- "Porque Homem não Chora" (regravada por Guilherme & Santiago)
- "Desculpa Aí"
- "Chora Não Bebê" (com Zezé Di Camargo & Luciano)[7]
- "Desapeguei"
- "Fala a verdade pra ele "
- "Ela Ligou"
- "Gosto de Ressaca " ( Com Marcos e Belutti)
- Será que já era?
- É você quem vai chorar ( Com Roberta Miranda)
- Mente pra me agradar ( Com Henrique & Diego)
- Nem Favo, Nem Mel ( Com Luciano Camargo)
- E aí, Bê?